# Història del billar a Catalunya
Breu història del billar a Catalunya.

## Història

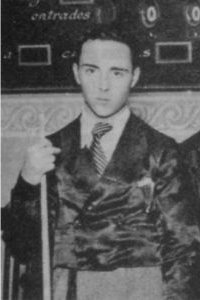
Joaquim Domingo.

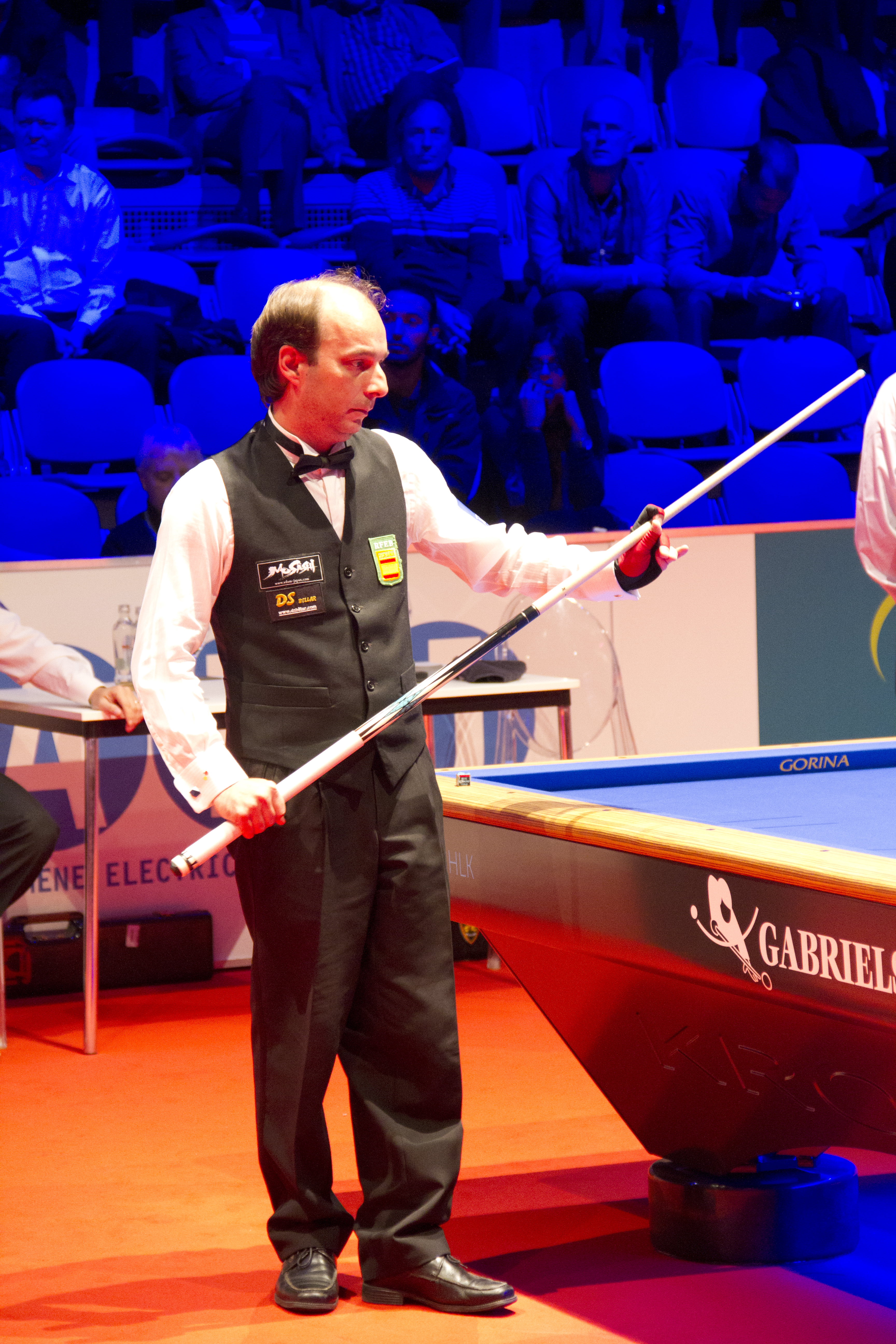
Daniel Sánchez.

El 1928 neix el club de billar més antic de Catalunya, el Billar Club Barcelona. Ben aviat aparegueren altres clubs destacats com el Billar Club Olímpia, el Club de Billar Sant Martí, el Club de Billar Sants, el Club de Billar Poble Nou i el Club de Billar Pau i Justícia, tots ells a Barcelona; la Coral Colom a Sabadell, el Casino del Comerç a Terrassa, el Billar Club Tarragona; i diferents clubs a Reus, Mollerussa, Malgrat de Mar i Andorra.
El 8 de juny de 1927 es creà la Federació Catalana d'Aficionats al Billar, que el 23 de març de 1928 es convertí en Federació Catalana de Billar, gràcies als esforços d'en Raimond Vives i Gironès, primer president de la Federació.
Als anys 30 el billar català dona grans campions. Entre 1926 i 1940 Isidre Ribas es proclamà diversos cops campió mundial professional en gran fantasia clàssica. També es proclamaren campions del món de billar a 3 bandes Enric Majó (1931) i Claudi Puigvert (1934); i en fantasia Armand Martínez Sagi (1932).
Als anys 50 i 60 destacà especialment la figura de Joaquim Domingo, qui es proclamà campió del món de billar artístic en tres ocasions, els anys 1957, 1963 i 1966 i un cop campió d'Europa a tres bandes (1948).
L'any 1974, el barceloní Ricard Fernàndez es proclamà campió del món de billar artístic, competició en la que el succeí Xavier Fonellosa, amb dos títols els anys 90 (1993 i 1995). Claudi Nadal, per la seva banda, fou campió d'Europa de la modalitat el 1979. El darrer gran nom que ha donat el billar català és el de Dani Sánchez, campió del món a tres bandes els anys 1998 i 2005 i d'Europa el 1997 i 2000.

## Billaristes destacats
Dècada dels 1920-30
- Isidre Ribas
- Enric Majó
- Claudi Puigvert Redon
- Armand Martínez Sagi

Dècada dels 1950-60
- Joaquim Domingo
- Francesc Munté

Dècada dels 1970
- Ricard Fernández
- Claudi Nadal

Dècada dels 1990
- Xavier Fonellosa

Dècada dels 2000
- Daniel Sánchez Gálvez